# Barracó, escala i dipòsit d'aigua de la Guerra Civil
El Barracó, escala i dipòsit d'aigua de la Guerra Civil és una obra de Calafell (Baix Penedès) protegida com a Bé Cultural d'Interès Local.

## Descripció
Es tracta d'un conjunt format per un barracó, una escala i un dipòsit d'aigua, situats en un terreny amb un pendent força pronunciat. A la part superior hi ha el dipòsit format per tres receptacles. Mitjançant l'escala s'accedeix a la part baixa de la finca on hi ha el barracó.
Els murs són de formigó i maó massís, amb revestiments de morter de ciment i cobertes de fibrociment.

## Història
Aquests elements són els únics que queden del campament militar republicà que hi havia en aquest indret, el qual va ser construït durant la guerra civil dels anys 1936-39. Concretament, el barracó que es conserva era la cuina del campament.